# České filmové nebe
České filmové nebe (ČFN) – serwis internetowy poświęcony filmom oraz ludziom kina z Czech i Słowacji. Historia bazy sięga 1995 roku, kiedy to powstała jako projekt studencki na Politechnice Ostrawskiej. W 1999 roku twórcy projektu (Radek Vetešník i Petr Herudek) przepisali witrynę do języka PHP i oparli ją na bazie MySQL. W 2002 roku do twórców dołączył Antonín Růžička i powstał fundament serwisu ČFN.